# 마니 맥파일
마니 맥페일(Marnie McPhail, 1966년 7월 4일 ~ )은 미국의 배우, 성우이다.
콜럼버스에서 태어났다.

## 출연 작품
- 트랩 (2024년) - 조디의 엄마 역
- 스터 오브 에코 2 (2007년)
- 내생애최고의경기 (2005년) - 메리 위멧 역
- 라스트 프로듀서 (2000년)
- 더티 픽쳐 (2000년)
- 본 배드 (1999년)
- 빅 베어 (1999년)
- 누가 엘리를 죽였는가? (1998년)
- 스타 트랙 8 - 퍼스트 콘택트 (1996년)
- 보디 체크 (1995년)
- 키스 오브 킬러 (1993년)

### 텔레비전
- 쌍둥이 에디슨 (1982년)
- 음모와 테러
- 퀴어 애즈 포크 (2000년)